# Referendaris (juridisch)
Een referendaris is in België een functie binnen de rechterlijke orde. De referendaris is (mede)verantwoordelijk voor de voorbereiding van de zitting en stukken, leest en vat dossiers samen en maakt beslissingen en uitspraken op voor de rechter. Kortweg is hij de assistent van de rechter. Verschillende rechterlijke instanties beschikken over referendarissen. Een vergelijkbare functie in Nederland is de gerechtssecretaris.
De titel van referendaris werd ingevoerd bij de wet van 25 april 2007 tot wijziging van het Gerechtelijk Wetboek inzonderheid met betrekking tot bepalingen inzake het gerechtspersoneel.

## Referendarissen bij het Hof van Cassatie

### Aantal
Het Hof van Cassatie wordt bijgestaan door ten minste vijf en ten hoogste dertig referendarissen. Het huidige kader werd door de minister van Justitie bepaald op vijftien referendarissen bij het Hof van Cassatie: tien Nederlandstaligen en vijf Franstaligen.

### Taak
De taak van de referendarissen bij het Hof van Cassatie bestaat erin het werk van de raadsheren en de leden van het parket voor te bereiden. Daarnaast verrichten zij werkzaamheden in verband met de documentatie. Tot slot werken zij mee aan de vertaling en publicatie van arresten en aan het in overeenstemming brengen van de Franse en Nederlandse tekst.

### Benoeming
Om tot referendaris bij het Hof van Cassatie te worden benoemd, moet men vijfentwintig jaar oud zijn en doctor of licentiaat in de rechten zijn. De kandidaten worden met het oog op hun benoeming gerangschikt op grond van een vergelijkend examen.
De referendarissen worden door de Koning benoemd voor een stage van drie jaar. Na drie jaar wordt de benoeming definitief tenzij de Koning anders beslist.

### Statuut
Het statuut van de referendarissen bij het Hof van Cassatie verschilt duidelijk van dat van de referendarissen bij de rechtbanken en hoven van beroep. Zo genieten zij voorrecht van rechtsmacht en is hun geldelijk statuut gelijkgesteld aan dat van bepaalde categorieën van magistraten, afhankelijk van hun dienstanciënniteit.

## Referendarissen bij het Grondwettelijk Hof

### Aantal
Het Grondwettelijk Hof mag ten hoogste vierentwintig referendarissen hebben van wie de ene helft Nederlandstalig en de andere helft Franstalig is.

### Taak
Het Grondwettelijk Hof wordt eveneens bijgestaan door referendarissen.

### Benoeming
Om tot referendaris bij het Grondwettelijk Hof benoemd te worden, men vijfentwintig jaar oud zijn en doctor of licentiaat in de rechten zijn. De kandidaten worden met het oog op hun benoeming gerangschikt op grond van een vergelijkend examen.
De referendarissen worden door het Hof benoemd voor een stage van drie jaar.  Na die drie jaar wordt de benoeming definitief, tenzij het Hof anders beslist.

## Referendarissen bij de Raad van State
Het coördinatiebureau van de Raad van State is samengesteld uit:
- twee eerste referendarissen-afdelingshoofden en
- twee eerste referendarissen, referendarissen of adjunct-referendarissen

## Referendarissen bij de hoven van beroep, arbeidshoven en rechtbanken

### Taak
De magistraten van de hoven van beroep, de arbeidshoven en de rechtbanken kunnen eveneens bijgestaan worden door referendarissen. In tegenstelling tot de referendarissen bij het Hof van Cassatie, staan deze referendarissen enkel de zittende magistraten bij, maar niet de leden van het parket. De magistraten van het parket worden daarentegen bijgestaan door parketjuristen.
De referendarissen bij de hoven van beroep, de arbeidshoven en de rechtbanken moeten het werk van de magistraten op juridisch vlak voorbereiden.

### Benoeming
Om te worden benoemd tot referendaris moet de kandidaat doctor, licentiaat of master in de rechten zijn en geslaagd zijn voor een vergelijkende selectie, georganiseerd door Selor (het Selectiebureau voor de federale overheid). De referendarissen worden door de Koning benoemd. De benoeming wordt eerst vast na het verloop van een periode van voorlopige benoeming die moet toelaten om de geschiktheid van de kandidaat voor het ambt te kunnen beoordelen.